# Битка за Грозни (1994 – 1995)
Битката за Грозни е епизод от Първата чеченска война от 31 декември 1994 до февруари 1995, през което време се разразяват ожесточени боеве за гр. Грозни - столицата на Чечня.
Федералните сили мобилизират над 250 бронетанкови единици. Руските сили атакуват града от три страни. От северната – генерал-лейтенант Константин Пуликовски, от западната — генерал-полковник Иван Бабичев и от източната — Лев Рохлин. Тежките боеве, продължили няколко седмици, завършват с победа на руската армия и разгромяването на чеченските сили.